# Pálmai Jenő
Pálmai Jenő (Budapest, Terézváros, 1909. szeptember 25. – Sopronkőhida, 1944) író, újságíró, műfordító.

## Élete
Pálmai (Pollák) Sándor (1877–1949) cipészmester és Bloch Kamilla (1881–1950) gyermekeként született zsidó családban. Középiskolai tanulmányait a budapesti Kölcsey Ferenc Főgimnáziumban végezte, majd Franciaországban tanult. Az 1930-as évek elejétől a Budapester Montagszeitung politikai hetilap és a Kortárs társadalomkritikai és irodalmi szemle munkatársa volt. 1932-től a Magyarország szerkesztőségében dolgozott, ahol riportjain kívül groteszkbe hajló szatirikus írásaival tűnt fel. Számos cikke és elbeszélése jelent meg Az Estben és a Pesti Naplóban is. 1939-ben Párizsba emigrált, ahonnan két évvel később hazatért, majd kiadta a Párizsban más történt című riportkönyvét. Több művet ültetett át magyar nyelvre. 1944-ben a nyilasok letartóztatták és Sopronkőhidára hurcolták, ahol életét vesztette.
Felesége a brüsszeli születésű Dereck Mária (Milou de Reck) volt, Francois Jules de Reck fakereskedő lánya, akit 1930. február 1-jén Budapesten, a Terézvárosban vett nőül.

## Művei
- Párizsban más történt (Budapest, Cserépfalvi, 1941)

### Műfordításai
- Arnould Galopin: A detektív után (Budapest, 1933)
- Vicki Baum: Keddtől szombatig (Budapest,  1935)
- Heinrich Mann: Nehéz élet (Budapest, 1936)
- Vicki Baum: Szerelem és halál Báli szigetén (Budapest, 1937 után)